# Alison Rayner
Alison Rayner (* 7. September 1952 in Bromley, damals Kent) ist eine britische Bassistin (Kontrabass, Bassgitarre) des Fusion-Jazz.
Sie spielte zunächst Bassgitarre im Rock und wandte sich in den 1970er-Jahren dem Jazz zu. In den 1980ern tourte sie mit der Fusion-Jazz, Latin-beeinflusste Band Guest Stars. Ab 1990 spielte sie Kontrabass und gründete ihr eigenes Jazz Quartett, spielt aber neben Jazz auch Soul, Funk und Fusion mit diversen Weltmusik-Stilen (Afro-Kubanisch, vom Balkan und aus Griechenland). Sie arbeitete mit Jayne Cortez zusammen und mit Tal Farlow.
In den 2000er-Jahren spielte sie unter anderem mit der Deirdre Cartwright Group (ein 1992 gegründetes Quintett), dem Chris Hodgkins Trio und der Vortex Foundation Big Band von Annie Whitehead und mit eigenem Quartett The Jazz Garden. Mit der Gitarristin Deirdre Cartwright (mit der sie schon bei den Guest Stars spielte) hat sie in London den Blow the Fuse Club, benannt nach einer Band, die sie ab Ende der 1980er und in den 1990ern zusammen hatten. Sie komponiert – Kompositionen von ihr wurden auch von den Guest Stars aufgeführt – und lehrt in London und an Sommer-Kliniken.

## Lexikalischer Eintrag
- Ian Carr, Digby Fairweather, Brian Priestley: Rough Guide Jazz. Der ultimative Führer zur Jazzmusik. 1700 Künstler und Bands von den Anfängen bis heute. Metzler, Stuttgart/Weimar 1999, ISBN 3-476-01584-X.